# Opočno (Hradec Králové)
Opočno (in tedesco Opotschno) è una città della Repubblica Ceca facente parte del distretto di Rychnov nad Kněžnou, nella regione di Hradec Králové.

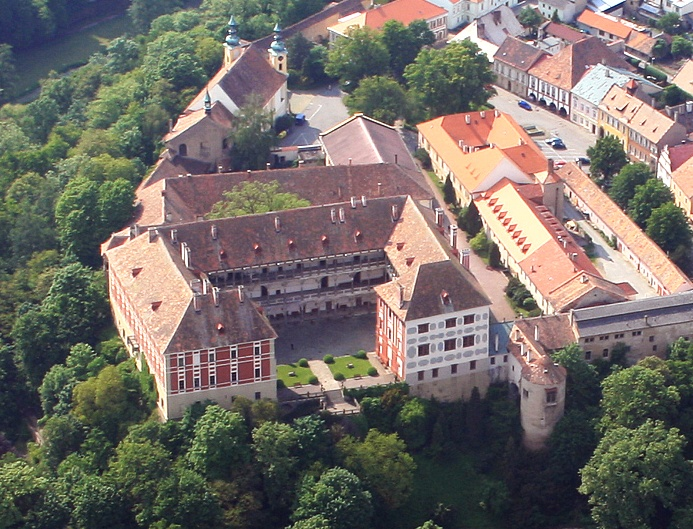
Veduta del castello dal cielo

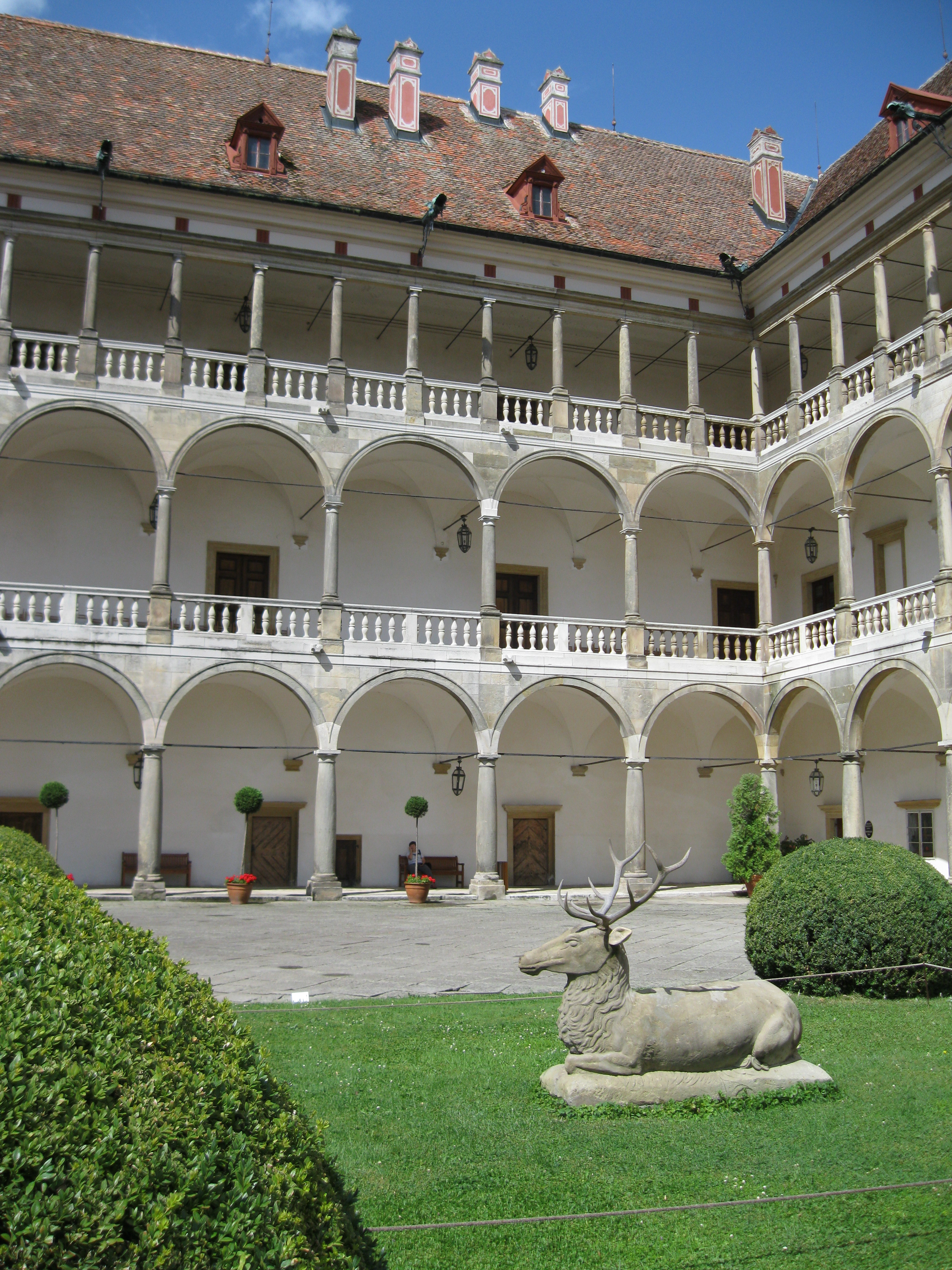
Cortile porticato

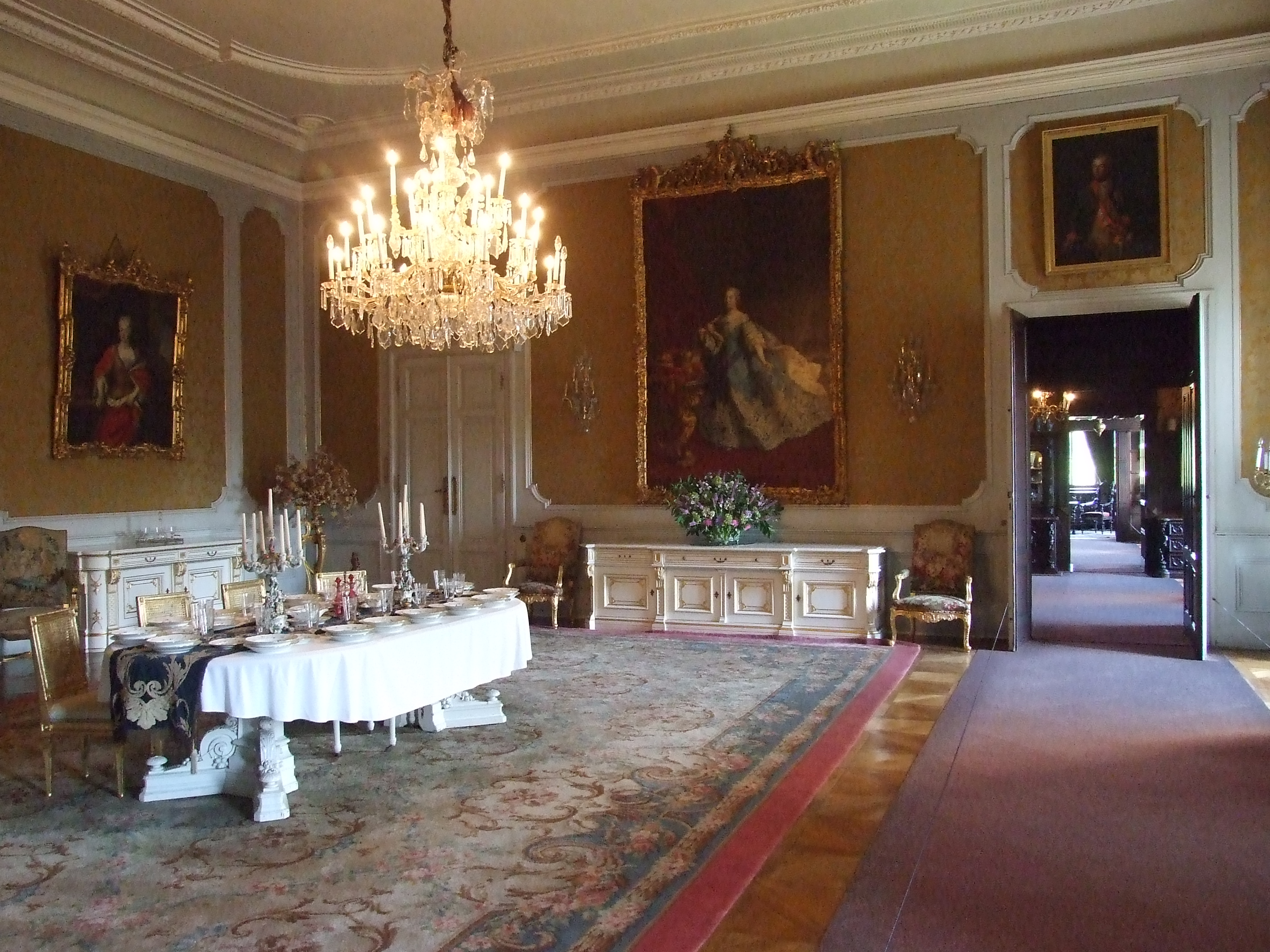
Sala da pranzo

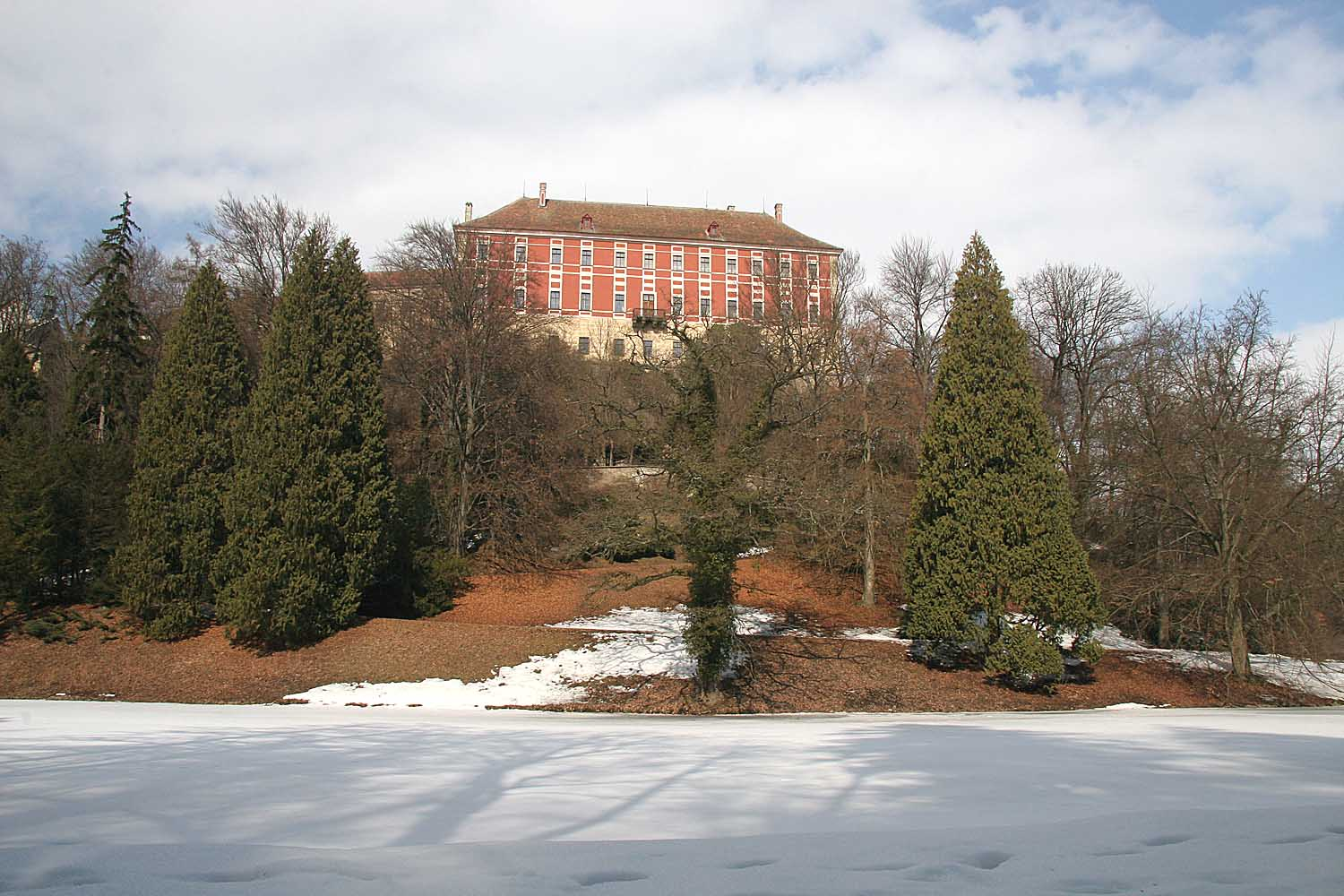
Il castello dal parco

## Castello
Castello rinascimentale di rappresentanza della famiglia Trčka von Lípa, fu edificato negli anni 1560-1569, ma nel 1634 passò nelle mani della stirpe dei Colloredo, che ricostruirono il castello, probabilmente con il contributo dell'architetto Giovanni Battista Aliprandi.
Gli interni storici conservano ancora la significativa pinacoteca allestita da Franz de Paula Gundaker von Colloredo-Mansfeld, la biblioteca e alcune sale dedicate a collezioni etnografiche, e una collezioni di armi con esemplari dal XVI al XIX secolo, comprese alcune armi orientali.
I giardini e il parco (con un casino di delizie e un belvedere rinascimentale) presentano interesse naturalistico e paesaggistico.